# Dolenje Ponikve
Dolenje Ponikve este o localitate din comuna Trebnje, Slovenia, cu o populație de 193 de locuitori.